# 遠州中央農業協同組合
遠州中央農業協同組合（えんしゅうちゅうおうのうぎょうきょうどうくみあい）は、静岡県磐田市に本店を置く農業協同組合。

## 概要
静岡県西部（旧遠江国＝遠州）の磐周（ばんしゅう）地域にあった12農協が合併して、1992年（平成4年）に設立された。 磐田市、袋井市、浜松市天竜区、周智郡森町を管轄する。
営農事業の対象となる主な農作物は、北部の山間地では茶、南部では茶のほかコメ、野菜（トマト、白葱、海老芋、レタス）や果物（イチゴ、メロン）などである。花卉類（バラ、トルコギキョウ）も栽培されている。  
他の農協のような農産物直売所だけでなく、静岡県の名産である茶について、製品販売のほか、茶摘みや茶揉みの体験ができる施設「香りの丘 茶ピア」（袋井市）を運営している。外国人を含む観光客が利用する。

## 事業内容
各種事業を営んでいる。
- 金融事業
- 共済事業
- 営農事業
- 経済事業
- 福祉事業
- 開発事業
- 旅行事業
- 加工事業
- 利用事業